# Giovani Comunisti
Giovani Comuniste/i (en español: Jóvenes Comunistas, abreviado GC) constituye la sección juvenil del Partido de la Refundación Comunista (PRC).
Cuenta con 1.447 afiliados (2017). El actual portavoz nacional es Paolo Bertolozzi.

## Historia
A pesar de que el PRC nace en 1991, no es hasta 1995 cuando los muchos jóvenes del partido consiguen organizar la conferencia constituyente de GC, que tendrá lugar en Florencia, naciendo así oficialmente la organización. En febrero de 1996 se realiza en Bari la I asamblea Nacional; en 1997 se realiza en Roma la segunda. Del 5 al 7 de diciembre del mismo año se realiza la I Conferencia Nacional, equivalente al congreso del PRC. En la conferencia sale como documento mayoritario con un 67% de los votos el titulado "En el movimiento, por la construcción del conflicto, una organización juvenil de masas". 
Desde su aparición GC ha sido siempre parte integrante de los movimientos sociales, participando en la contracumbre del G8 en Génova del 2001 o el frente antiprohibicionista, que lucha por la legalización de la marihuana. 
Desde 1998 hasta 2012 se tuvo cada año, durante la primera semana de septiembre, un campamento nacional.

## Coordinadores y portavoces nacionales
- Marco Rizzo (1994-1995)
- Gennaro Migliore (1995-1997)
- Giuseppe De Cristofaro (1997-2002)
- Nicola Fratoianni (2002-2005)
- Michele De Palma (2005-2006)
- Elisabetta Piccolotti y Federico Tomasello (2006-2009)
- Simone Oggionni (2010-2014) y Anna Belligero (2010-2015)
- Claudia Candeloro y Andrea Ferroni (2015-2019)
- Andrea Ferroni (2019-2023)
- Paolo Bertolozzi (dal 2023)

## Conferencias y Asambleas Nacionales
- Conferencia Nacional Constitutiva - Florencia, febrero de 1995
- I Asamblea Nacional - Bari, febrero de 1996
- II Asamblea Nacional - Roma, 16 de julio de 1997
- I Conferencia Nacional - Chianciano Terme, 5-7 de diciembre de 1997
- II Conferencia Nacional - Marina di Massa, 4-7 de julio de 2002
- III Asamblea Nacional - Génova, 16-18 de abril de 2004
- III Conferencia Nacional - Roma, 20-23 de septiembre de 2006
- IV Conferencia Nacional - Pomezia, 19-21 de febrero de 2010
- V Conferencia Nacional - Roma, 24-25 de octubre de 2015
- VI Conferencia Nacional - Roma, 9-10 de marzo de 2019
- VII Conferencia Nacional - Pietrasanta, 15-16 de julio de 2023

## Simbología
El color oficial de GC es el rojo y el símbolo es una estrella roja de cinco puntas con las iniciales de negro.